# D7 (Tsjechië)
De Dálnice 7 of (D7) is een autosnelweg in Tsjechië die loopt van Praag richting Chomutov naar de grens met Duitsland. De snelweg bestaat uit losse secties (in totaal 46,5 km); de geplande lengte is 80 kilometer. De snelweg was vroeger genummerd als expressweg R7.
D 0 ·
D 1 ·
D 2 ·
D 3 ·
D 4 ·
D 5 ·
D 6 ·
D 7 ·
D 8 ·
D 10 ·
D 11 ·
D 35 ·
D 43 ·
D 46 ·
D 48 ·
D 49 ·
D 52 ·
D 55 ·
D 56